# Morpho uraneis
Espèce
Morpho uraneis est une espèce d'insectes lépidoptères (papillons) de la famille des Nymphalidae (sous-famille des Morphinae, tribu des Morphini, genre Morpho).

## Dénomination
Morpho uraneis a été décrit par Henry Walter Bates en 1865.
Synonymes : Morpho eugenia uraneis.

## Description
Morpho uraneis est un grand papillon aux ailes antérieures à bord externe concave. Le dessus est bleu foncé irisé.

## Écologie et distribution
Morpho uraneis est présent en Équateur et au Brésil.

### Protection
Pas de statut de protection particulier.